# Szántó Menyhért
Szántó Menyhért, 1877-ig Stern (Kalocsa, 1860. november 1. – Budapest, 1945. február 10.) agrárpolitikai szakíró, politikus.

## Élete
Stern Jakab és Strasser Róza gyermekeként született zsidó családban. A magyaróvári gazdasági akadémián 1882-ben szerzett oklevelet, majd a Budapesti Tudományegyetemen folytatta tanulmányait. 1883-tól a gödöllői uradalom gazdatisztje volt, később a Földművelésügyi Minisztérium szolgálatába lépett, 1906-ban megbízást kapott a Társadalmi Múzeum kialakítására, amelynek megalakulásától kezdve igazgatója volt. 1927-ig állt a múzeum élén, amelyet időközben átszerveztek és 1920-ban Népegészségügyi Múzeumra változtatták nevét. 1925-ben miniszteri tanácsosként vonult nyugalomba és ekkor megkapta sokévi eredményes közszolgálatáért a helyettes államtitkári titulust. Ekkoriban átvette az Élet és Egészség című folyóirat szerkesztését. Széles körű szakirodalmi munkásságában főként mezőgazdasági és népegészségügyi kérdésekkel foglalkozott.
A Farkasréti temetőben nyugszik.

## Családja
Felesége az angliai születésű Williams Jessie Maud (1875–1945) tanítónő volt, akit 1900. június 28-án Budapesten, az Erzsébetvárosban vett nőül.
Gyermekei
- Szántó Irén (1901–?). Férje Rosinger Artúr (1887–?) vegyészmérnök.
- Szántó Jolán (1903–?).
- Szántó Enid Erzsébet (1907–?). Férje Stenczer László (1903–?) tisztviselő.
- Szántó Ákos Erik Ferenc (1912–1932)

## Főbb művei
- A szövetkezetek alapelvei (Budapest, 1891)
- A szövetkezetekről (Budapesti Szemle, 1895)
- Állatbiztosítás (Budapest, 1898)
- Szövetkezés (Budapest, 1900)
- Az állam és társadalom feladata a munkásvédelem terén (Budapest, 1901)
- Köztárházak (Budapest, 1903)
- Szövetkezeti bank (Budapesti Szemle, 1904)
- A szövetkezetek hivatása a munkásosztály körében (Budapest, 1905)
- The Museum of Social Service in Buda-Pest (Budapest, 1914)
- Küzdelem a népbetegségek ellen (Budapest, 1915)
- Tisztaság (Népszerű előadások. Budapest, 1920)
- Az állambiztosítás rövid ismertetése, tekintettel az újabb viszonyokra (Budapest, 1927)
- Az ipari munkával járó egészségi ártalmak (Magyar Ipar Almanachja, 1929)
- A cipészek egészségügye (Bród Miksával, Budapest, 1932)
- Munkásjóléti intézmények (A Népegészségügyi és Munkásvédelmi Szövetség kiadványai. Budapest, 1935)
- A mezőgazdasági magyar munkásvédelem fejlődése (Lukács Györggyel, Budapest, 1936)

## Díjai, elismerései
- az MTA Lévay Henrik- (1902 és 1907) és Dóra-jutalma (1903)
- az MTA–Első Magyar Általános Biztosító Társaság alapítványának díjazott pályaműve (1904)